# Super Ballon d'Or
Super Ballon d'Or je ocenění, které uděluje France Football nejlepšímu fotbalistovi za poslední 3 desetiletí. Současným držitelem a zároveň jediným vítězem této ceny je argentinsko-španělský fotbalista Alfredo Di Stéfano. Ocenění je dokonce prestižnější než Zlatý míč.[zdroj⁠?!]

## Historie
Toto ocenění bylo uděleno pouze jednou, a to argentinskému útočníkovi Alfredu Di Stéfanovi. Zatímco pro cenu byli zvažováni pouze evropští hráči, Di Stéfano byl na seznamu kandidátů, protože získal španělské občanství. Jako vítěz ceny jej zvolili fanoušci, porota France Football a bývalí vítězové Zlatého míče.
Po mnoho let byla jeho trofej Super Ballon d'Or vystavena v muzeu Realu Madrid na stadionu Santiaga Bernabéua, ale v roce 2021 vydražily Di Stéfanovy děti jeho upomínkové předměty. Trofej byla mezi položkami koupenými anonymním kupcem a její aktuální umístění není známo.

## Jednotlivé ročníky

### 1989
| Pořadí | Hráč                 |
| 1.     | / Alfredo Di Stéfano |
| 2.     | Johan Cruijff        |
| 3.     | Michel Platini       |